# Opluridae
Los oplúridos (Opluridae) son una familia de lagartos endémicos de Madagascar y el archipiélago de las Comoras. Está constituida por 7 especies divididas en dos géneros, Chalarodon (monotípico) y Oplurus (6 especies).

## Clasificación
Familia Opluridae
- Género Chalarodon Peters, 1854
- Género Oplurus Cuvier, 1829